# Корреццана
Корреццана (італ. Correzzana) — муніципалітет в Італії, у регіоні Ломбардія,  провінція Монца і Бріанца.
Корреццана розташована на відстані близько 500 км на північний захід від Рима, 25 км на північ від Мілана, 10 км на північ від Монци.
Населення — 2878 осіб (2014).
Щорічний фестиваль відбувається 23 травня. Покровитель — святий Дезидерій.

## Демографія
Населення за роками:

Станом на 1 січня 2023 року в муніципалітеті офіційно проживали 142 іноземці з 37 країн, серед них 61 громадянин країн Євросоюзу та 7 громадян України.

## Сусідні муніципалітети
- Безана-ін-Бріанца
- Казатеново
- Лезмо
- Тріуджо